# 複素微分方程式
複素微分方程式（ふくそびぶんほうていしき、英: Complex differential equations）は、複素関数を厳密解としてもつ微分方程式の総称であり、その解析には解析接続やモノドロミー行列をはじめとした複素解析の道具が用いられる。

## 主な複素微分方程式

### 主な複素常微分方程式
- 超幾何微分方程式[3][5][6][7]
- パンルヴェ方程式[5][8][9][10][11][12][13]
- ホイン函数#ホインの方程式[14][15]
- リッカチの微分方程式[16][17]

### 主な複素偏微分方程式
- 非線形シュレディンガー方程式[18][19][20]
- 複素KdV方程式[21][22][23][24]
- 複素mKdV方程式[25][26][27][28]
- 複素バーガース方程式[29][30][31][32][33]
- 複素短パルス方程式 (英: complex short pulse equation)[34]
- 複素サイン・ゴルドン方程式 (英: complex sine-Gordon equation)[35][36][37][38][39][40]
- 複素 Ginzburg-Landau 方程式[41][42][43][44][45][46][47][48][49]

## 研究者

### 日本
- 福原満洲雄[2][50][51][52][53]
- 大島利雄[54][55][56][57]
- 岡本和夫[11][12][58][59][60][61]
- 高野恭一[3][62][63][64][65][66][67][68][69][70][71]
- 木村俊房[4]
- 神保道夫[72][73][74][75][76]

### 海外
- ポール・パンルヴェ
- en:Lazarus Fuchs
- ダフィット・ヒルベルト
- ベルンハルト・リーマン
- en:Alexander Its[77][78]
- en:Mark J. Ablowitz[1][79][80][81][82]